# SpVgg Ingelheim
Die SpVgg Ingelheim (offiziell: Spielvereinigung Ingelheim 1923 e. V.) ist ein Sportverein aus Ingelheim am Rhein im Landkreis Mainz-Bingen. Die erste Fußballmannschaft spielte vier Jahre in der damals viertklassigen Oberliga Südwest.

## Geschichte
Am 15. Dezember 1913 wurde mit dem FC Schwarze Elf Nieder-Ingelheim die Urzelle des heutigen Vereins gegründet. Im Jahr 1919 wurde der Vereinsname in SV Schwarze Elf Nieder-Ingelheim und am 14. November 1924 in 1. Ingelheimer SV geändert. Am 15. April 1923 wurde die SpVgg Ober-Ingelheim gegründet, die am 17. Januar 1935 mit der Schwarzen Elf aus Nieder-Ingelheim zur SpVgg 1913/23 Ingelheim fusionierte. Etwa 1937 wurde der Vereinsname auf SpVgg 1923 Ingelheim gekürzt. Mit dem Ende des Zweiten Weltkrieges wurde der Verein aufgelöst und am 13. Juli 1946 neu gegründet.

### Fußball
Die Spielvereinigung gehörte 1947 zu den Gründungsmitgliedern der Amateurliga Rheinhessen und sicherten sich zwei Jahre später die Meisterschaft. In der folgenden Aufstiegsrunde zur Oberliga Südwest reichte es jedoch nur zum letzten Platz. 1954 wurde die Mannschaft Vizemeister der Amateurliga Südwest und nahm an der Deutschen Amateurmeisterschaft teil. Dort unterlag die SpVgg im Entscheidungsspiel um den Gruppensieg der Spvgg. 03 Neu-Isenburg mit 0:2. Drei Jahre später stiegen die Ingelheimer ab und mussten 1961 den Abstieg aus der 2. Amateurliga hinnehmen.
Der Wiederaufstieg gelang erst 1968. Nach einer Reihe von Vizemeisterschaften kehrte die SpVgg 1985 in die mittlerweile Verbandsliga Südwest genannte höchste Spielklasse des Landesverbandes zurück. Der Abstieg im Jahre 1997 konnte sofort kompensiert werden und im Jahr 2001 gelang der Aufstieg in die Oberliga Südwest. Dort erreichte die SpVgg in der Saison 2002/03 mit Rang neun den sportlichen Zenit. Zwei Jahre später folgte der Abstieg aufgrund des schlechteren Torverhältnis gegenüber der SpVgg EGC Wirges. In den folgenden zehn Jahren spielten die Ingelheimer in der Verbandsliga Südwest, ehe sie nach der Saison 2015/16 einen weiteren Abstieg in die Landesliga hinnehmen mussten und 2017 in die Bezirksliga durchgereicht wurden. Mittlerweile spielt die Spielvereinigung Ingelheim wieder in der Landesliga.

### Futsal
Die Futsalmannschaft der SpVgg Ingelheim nahm in den Jahren 2008 und 2009 am DFB-Futsal-Cup teil. Bei beiden Veranstaltungen kam die Mannschaft jedoch nicht über die Gruppenphase hinaus.

## Persönlichkeiten
| - Holger Greilich - Marco Grevelhörster - Horst Hülß | - Manfred Petz - Max Reichenberger - Michael Schuhmacher |